# 拿騷 (紐約州村)
拿騷（英語：Nassau）是位於美國紐約州倫塞勒縣的村。

## 人口
根據2020年美國人口普查的數據，拿騷的面積為1.81平方千米，皆為陸地。當地共有人口1103人，而人口密度為每平方千米609人。